# Equipa da Superleague Fórmula da Associazione Sportiva Roma
A Equipa da Superleague Fórmula da A.S. Roma foi uma equipa da Superleague Fórmula que representava a A.S. Roma, na Superleague Fórmula, campeonato no qual foi operada, em 2008, pela FMS International e em 2009 pela Azerti Motorsport e pela Alan Docking Racing. Em 2010, o piloto da A.S. Roma foi Julien Jousse, e a equipa de automobilismo a EmiliodeVillota Motorsport.
Quanto ao clube de futebol, participa na Série A, principal campeonato de futebol na Itália.

## Temporada de 2008
Na Temporada da Superleague Fórmula de 2008, Enrico Toccacelo foi o piloto da A.S. Roma nas primeiras 3 rondas, e Franck Perera foi o piloto da equipa nas últimas 3 rondas. O melhor resultado nesta época foi um 2º lugar.

## Temporada de 2009
Na Temporada da Superleague Fórmula de 2009, Jonathan Kennard foi anunciado, surpreendentemente, como o piloto da A.S. Roma. A equipa de automobilismo foi, a princípio, a Azerti Motorsport. Para a ronda do Estoril, a Alan Docking Racing substituiu a Azerti Motorsport e Franck Perera regressou ao volante. Nas rondas seguintes (as duas últimas, em Monza e em Jarama) foi Julien Jousse o piloto. A equipa terminou a temporada em 13º.

## Temporada de 2010
Na Temporada da Superleague Fórmula de 2010, Julien Jousse foi o piloto da A.S. Roma, e a Equipa de Automobilismo foi a EmiliodeVillota Motorsport.

## Registo

### 2008
(Legenda)
| Equipa de Automobilismo | Pilotos | 1   | 1   | 2   | 2   | 3   | 3   | 4   | 4   | 5   | 5   | 6   | 6   | Pontos | Class. |
| Equipa de Automobilismo | Pilotos | DON | DON | NÜR | NÜR | ZOL | ZOL | EST | EST | VAL | VAL | JER | JER | Pontos | Class. |
| ----------------------- | ------- | --- | --- | --- | --- | --- | --- | --- | --- | --- | --- | --- | --- | ------ | ------ |
| FMS International       |         |     |     |     |     |     |     |     |     |     |     |     |     |        |        |
| Enrico Toccacelo        | 2       | 10  | 17  | 4   | 13  | 7   |     |     |     |     |     |     | 307 | 5º     |        |
| Franck Perera           |         |     |     |     |     |     | 3   | 16  | 15  | 2   | 5   | 5   | 307 | 5º     |        |

### 2009
| Equipa de Automobilismo | Pilotos          | 1   | 1   | 2   | 2   | 3   | 3   | 4   | 4   | 5   | 5   | 6   | 6   | Pontos | Class. |
| Equipa de Automobilismo | Pilotos          | MAG | MAG | ZOL | ZOL | DON | DON | EST | EST | MOZ | MOZ | JAR | JAR | Pontos | Class. |
| ----------------------- | ---------------- | --- | --- | --- | --- | --- | --- | --- | --- | --- | --- | --- | --- | ------ | ------ |
| Alan Docking Racing     | Jonathan Kennard | 15  | 14  | 11  | 5   | 7   | 10  |     |     |     |     |     |     | 211    | 13º    |
| Azerti Motorsport       | Franck Perera    |     |     |     |     |     |     | 7   | 12  |     |     |     |     | 211    | 13º    |
| Azerti Motorsport       | Julien Jousse    |     |     |     |     |     |     |     |     | 3   | 17  | 15  | 16  | 211    | 13º    |

### 2010
| EmiliodeVillota Motorsport | Julien Jousse | 8 | 13 | 4 | 12 | 13 | 2 | 14 | 2 | 5 | 14 | 15 | 1 | 17 | 5 | 5 | 14 | 13 | 10 | 11 | 16 | 8 | 13 |    |   | 380 | 7º |
| EmiliodeVillota Motorsport | Máximo Cortés |   |    |   |    |    |   |    |   |   |    |    |   |    |   |   |    |    |    |    |    |   |    | 18 | 5 | 380 | 7º |

† Ronda extra-campeonato

### Resultados em Super Final
| Ano  | 1      | 2       | 3      | 4      | 5       | 6      | 7      | 8      | 9      | 10     | 11    | 12     |
| ---- | ------ | ------- | ------ | ------ | ------- | ------ | ------ | ------ | ------ | ------ | ----- | ------ |
| 2009 | MAG NQ | ZOL N/A | DON NQ | EST NQ | MOZ N/A | JAR NQ |        |        |        |        |       |        |
| 2010 | SIL NQ | ASS NQ  | MAG] 4 | JAR] 5 | NÜR NQ  | ZOL] 3 | BDH NQ | ADR NQ | POR NQ | ORD NQ | PEQ † | LOS NQ |

† 3ª corrida programada mas não disputada